# Jasas-Bicanu ezers
Jasas-Bicanu ezers este o arie protejată (arie specială de conservare — SAC, sit de importanță comunitară — SCI, arie de protecție specială avifaunistică — SPA) din Letonia întinsă pe o suprafață de 311,04 ha, integral pe uscat.

## Localizare
Centrul sitului Jasas-Bicanu ezers este situat la coordonatele 56°12′55″N 26°54′09″E / 56.2152°N 26.9025°E.

## Înființare
Situl Jasas-Bicanu ezers a fost declarat arie de protecție specială avifaunistică în decembrie 2003 pentru a proteja 1 specie de plante și 11 specii de animale. Alte tipuri de protecție:
- sit de importanță comunitară (în mai 2004)
- arie specială de conservare (în mai 2004)[1][3][4]

## Biodiversitate
Situată în ecoregiunea boreală, aria protejată conține 5 habitate naturale: Lacuri eutrofice naturale cu vegetație de tip Magnopotamion sau Hydrocharition, Pajiști fino-scandinave uscate până la mezice, bogate în specii de altitudine mică, Păduri caducifoliate bătrâne naturale hemiboreale fino-scandinave (Quercus, Tilia, Acer, Fraxinus sau Ulmus) bogate în specii epifite, Păduri de stejar sau de stejar și carpen sub-atlantice și medio-europene de Carpinion betuli, Păduri aluvionare cu Alnus glutinosa și Fraxinus excelsior (Alno-Padion, Alnion incanae, Salicion albae).
La baza desemnării sitului se află mai multe specii protejate:
- plante (1): mușchi (Dicranum viride)
- păsări (8): cocoșul de mesteacăn (Bonasa bonasia), buhai de baltă (Botaurus stellaris), erete de stuf (Circus aeruginosus), ciocănitoare cu spate alb (Dendrocopos leucotos), ciocănitoarea de stejar (Dendrocopos medius), muscar (Ficedula parva), gaia neagră (Milvus migrans), ciocănitoare verzuie (Picus canus)
- nevertebrate (1): libelule (Leucorrhinia pectoralis)
- pești (2): zvârluga (Cobitis taenia), zglăvoacă (Cottus gobio)

Pe lângă speciile protejate, pe teritoriul sitului au mai fost identificate 9 specii de plante, 1 specie de păsări, 5 specii de mamifere, 11 specii de nevertebrate, 2 specii de pești.